# La Mouette (journal)
Pour les articles homonymes, voir La Mouette.
La Mouette est un journal périodique distribué le samedi au Pouliguen, puis plus largement sur la presqu'île guérandaise du 28 juillet 1906 au 20 juin 1942.

## Histoire
Le premier numéro de La Mouette est publié le 28 juillet 1906. La publication demeure saisonnière jusqu'en 1910. Il est tout d'abord imprimé à Saint-Nazaire puis à La Baule. Le siège du journal est initialement au Pouliguen, puis à Saint-Nazaire et enfin à La Baule.
Il comporte des suppléments pendant la saison de juillet 1923 à août 1928.
L'appellation « Côte d'Amour » résulte d'une initiative de La Mouette. En 1911, ce journal demande à ses lecteurs de choisir un nom pour désigner le littoral s'étendant initialement de Pornichet au Pouliguen, en passant par La Baule. Le résultat paraît dans l'édition du 5 juillet 1913 et le palmarès s'établit ainsi : Côte d'Amour : 361 voix, Côte de Saphir : 163 voix, Côte guérandaise : 52 voix, Côte de Diamant : 41 voix. Ce n'est qu'en 1918 que l'appellation commence à apparaître sur les cartes postales.
Le journal est remplacé en 1946 par L'Atlantique publié à La Baule-Escoublac.